# Hypoestes angustilabiata
Hypoestes angustilabiata är en akantusväxtart som beskrevs av Raymond Benoist. Hypoestes angustilabiata ingår i släktet Hypoestes och familjen akantusväxter. Inga underarter finns listade i Catalogue of Life.